# Тугоркан
Тугорка́н (грец. Τογορτάκ, д.-рус. Тугорканъ; ? — 19 липня 1096) — половецький хан із роду Тертер-оба. Найближчий соратник Боняка. Разом з Боняком об'єднав під своєю владою декілька західних половецьких орд. Тесть київського князя Святополка Ізяславича і переяславського князя Андрія Володимировича. Загинув у битві на річці Трубіж. Прообраз билинного героя Тугарина у руському фольклорі.

## Імена
- Тугорка́н (д.-рус. Тугорканъ[1]; д.-рус. Тугъртъкан[4])
- Тугортка́н (д.-рус. Тугортъканъ[5])
- Тугорха́н, Туго́р-ха́н — хан Тугор.
- Туга́р-ха́н.
- Російський історик Василь Васильєвський ототожнював Тугоркана із командувачем куманського війська Тогорта́ком (грец. Τογορτάκ) / Того́ртою (грец. Τογορτᾶ), який згадується у творі візантійської царівни Анни Комніни «Алексіада» (Книга Х. ч. 3, с. 228)[6].

## Біографія
Вперше згадується в 1091 році — як один з очільників половецького війська, що прийшло на допомогу візантійському імператору Олексію I Комніну і розгромило печенігів в битві при Левуніоні. Проте вбивство візантійцями полонених налякало Тугоркана і він поквапився повернутися з одноплеміниками на батьківщину.
В 1093 році спільно з Боняком вів війну з Святополком Ізяславичем, яка закінчилася повною поразкою київського князя, який був змушений укласти в 1094 році мир і одружитися з дочкою Тугоркана.

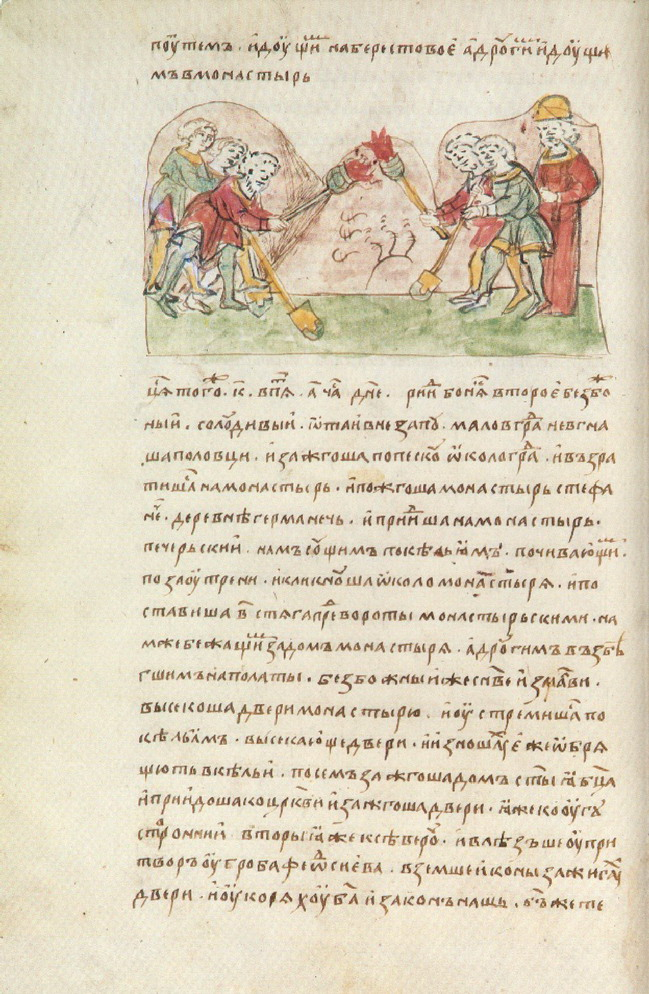
Літописне повідомлення про поховання Тугоркана

В 1095 році разом з Боняком вирушив в похід до Візантії на підтримку претендента Псевдо-Костянтина Діогена, який скінчився невдачею: там загинула більша частина воїнів (7 тис. з 12 тис.), які взяли участь в поході, а вся здобич була віднята в одній з битв з переслідуючим їх військом імператора Візантії Олексія Комніна.
31 травня 1096 року взяв в облогу Переяслав, але був розбитий на Трубежі дружинами Святополка і Володимира Мономаха. Тугоркан разом із сином загинув у битві.
Святополк визнав своїм обов'язком знайти на полі битви труп свого тестя і поховати його «на могилі» поблизу від Берестова — можливо, на цьому наполягала дружина князя, Олена Тугорканівна.

## Родина
- Син: NN Тугорканович (? — 1096) — загинув у битві на річці Трубіж
- Доньки:
  - Олена Тугорканівна (? — ?) — дружина київського князя Святополка Ізяславича (від 1094)[2].
  - NN Тугорканівна (? — ?) — дружина переяславського князя Андрія Володимировича (від 1117)[8].

## Нащадки
Від Тугоркана виводили свій рід князі Половці-Рожиновські зі Сквири, які в XV—XVI ст. були останньою князівською династією, що залишилась на Київщині після занепаду Київської Русі.

## Фольклорний образ
В українському фольклорі пам'ять про Тугоркана, як і про Боняка, збереглася у вкрай негативному образі. Вважають, що він став прототипом казкового персонажа Тугарина (Змія Тугарина, Тугарина Змієвича), який іноді ототожнюється із Змієм Гориничем, а іноді виступає як цілком самостійний персонаж, злий богатир. Тугарин перетворився на уособлений образ кочовика, що постійно загрожує нападами на мирне осіле населення Русі.